# Girlicious
Girlicious foi um girl group estadunidense, originalmente criado por Robin Antin, criadora das Pussycat Dolls, no talent show Pussycat Dolls Present: Girlicious da The CW. O grupo foi originalmente assinado para a Geffen Records e composto pelos membros Nichole Cordova, Tiffanie Anderson, Chrystina Sayers e Natalie Mejia. Seu álbum de estréia auto-intitulado foi lançado no Canadá em agosto de 2008 e alcançou o número dois na Canadian Albums Chart . Depois que Anderson deixou o grupo em junho de 2009, Girlicious assinou contrato com a Universal Music Canada e lançou seu segundo álbum de estúdio, Rebuilt, em novembro de 2010. Mejia e Sayers deixaram o grupo em fevereiro de 2011. Nichole Cordova anunciou mais tarde o fim de Girlicious, e ela se juntou a um novo girl group chamado Girls United.

## História

### 2007–11:Pussycat Dolls Present: Girlicious,GirliciouseRebuilt
Após a exibição da primeira temporada do talent show Present: The Search for the Next Doll, Robin Antin tentou criar um novo grupo de garotas chamado Girlicious, bem como uma segunda temporada do programa. O Pussycat Dolls Present: Girlicious começou a produção no verão de 2007, com 15 finalistas sendo escolhidos. Originalmente o grupo era para ser um trio, mas tornou-se um quarteto através de uma decisão de Robin no final da temporada do programa. As quatro integrantes escolhidas, Nichole Cordova, Tiffanie Anderson, Natalie Meija e Chrystina Sayers começaram a gravar o primeiro álbum enquanto o programa ainda estava sendo editado e preparado para exibição na rede The CW.
Eles receberam maior atenção e grande sucesso do público canadense, recebendo certificação de platina no Canadá por seu álbum de estreia auto-intitulado Girlicious. O álbum alcançou o segundo lugar no Canadian Albums Chart. O grupo foi indicado ao Teen Choice Awards por "Breakout Group" do ano, e Pussycat Dolls Present: Girlicious foi indicado para "Reality: Music Competition" em 2008.
Foi confirmado em 11 de junho de 2009, através de um vídeo do canal oficial do YouTube da Tiffanie Anderson, que ela já não era mais integrante do Girlicious. No vídeo, Anderson cita mudanças com sua nova gravadora e sonoridade, afirmando: "Robin Antin e a gravadora estavam procurando uma nova direção para o grupo ... eles estavam procurando que o grupo não fosse mais [urbano]". Ela também falou de diferenças pessoais entre algumas das garotas, dizendo que o grupo não estava se acertando em muitas coisas: "algumas garotas e eu não tínhamos os mesmos salário ou a mesma moral - um enorme conflito no final de tudo." No domingo, 21 de junho de 2009, Girlicious apareceu ao vivo no MuchMusic Video Awards em Toronto, Canadá, como indicadas e apresentadoras. O grupo ganhou o prêmio de "Vídeo Mais Assistido" por "Like Me". Seu vídeo de "Stupid Shit" ficou em segundo lugar.

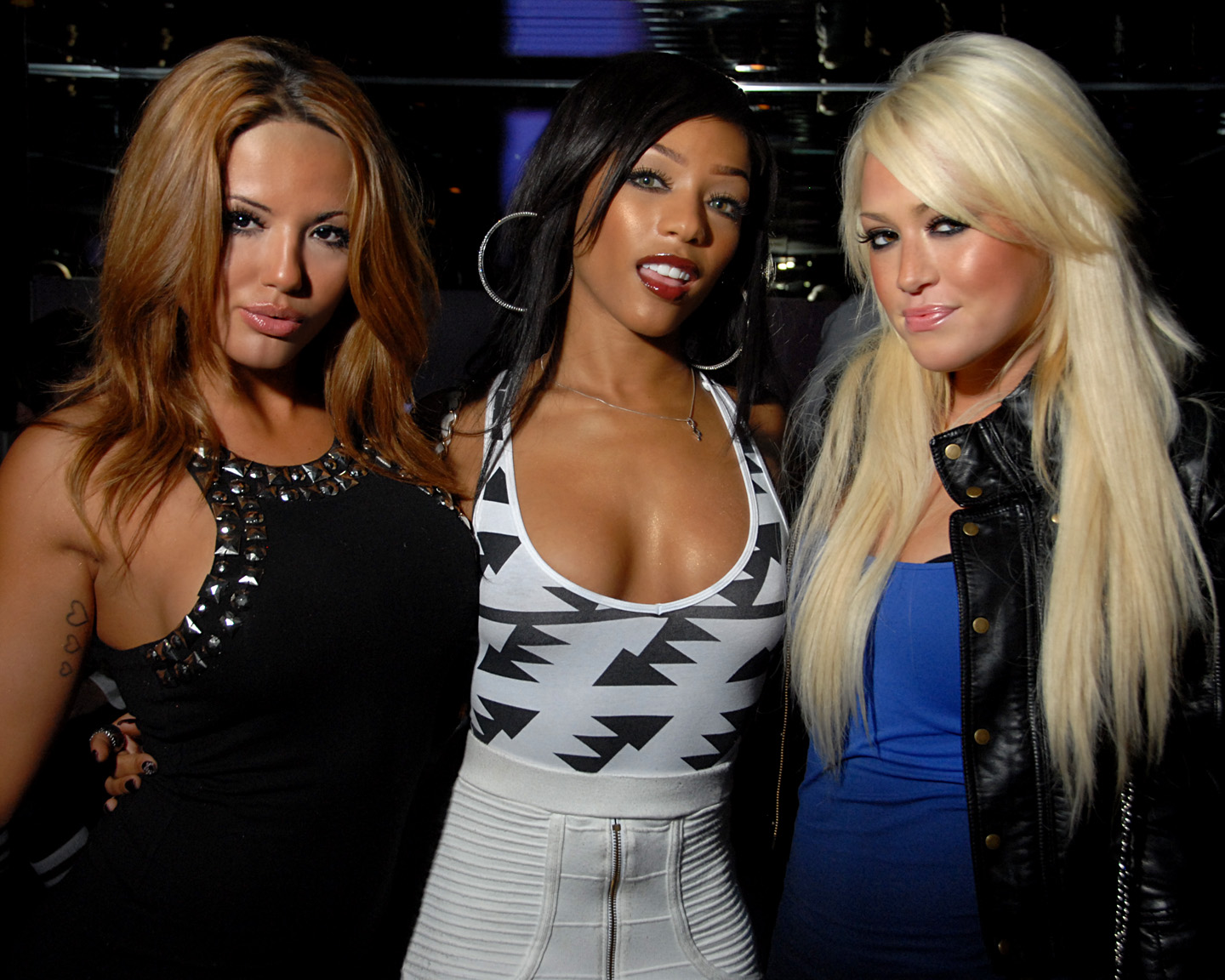
A segunda e última formação do grupo consiste em Mejia, Sayers e Cordova no Mi6, West Hollywood, Califórnia, em 14 de outubro de 2009.

Em 2009, o grupo entrou em estúdio para começar a gravar músicas para o segundo álbum de estúdio. Em dezembro de 2009, o grupo anunciou que haviam se saído da Geffen Records e que haviam assinado um contrato com a Universal Music Canada. O som do álbum será mais "pop" e mais distante da sonoridade Hip-Hop/R&B apresentado em seu primeiro álbum. O primeiro single do grupo intitulado "Over You", foi enviado para as rádios canadenses em 25 de dezembro de 2009. A música foi lançada no iTunes canadense em 5 de janeiro de 2010. A música chegou ao número 57 em The Hits. Gráficos (Airplay): Top 100 Singles e número 52 no Canadian Hot 100.  O segundo single do grupo intitulado "Maniac" foi lançado para o iTunes canadense em 6 de abril de 2010. O vídeo da música foi filmado em 6 de abril em Los Angeles em um hospital abandonado Atingindo o número 72 na parada canadense Hot 100. As garotas foram apresentadas na trilha sonora de Jersey Shore, com uma canção intitulada "Drank". Foi então lançado em 20 de julho de 2010 para lojas digitais no Canadá e nos Estados Unidos como um single promocional da Rebuilt. O single promocional contou com o rapper convidado Spose. Em 31 de agosto, as garotas lançaram seu terceiro single intitulado "2 In the Morning". Ele estreou no Canada Hot 100, alcançando o número 57. A música subiu cinco posições para o número 52 na semana de 16 de setembro. Então, na semana de 13 de novembro de 2010, a música atingiu seu pico em número 35. Em 26 de setembro eles gravaram uma apresentação de "Maniac" para Playboy's Beach House, que foi ao ar em janeiro de 2011. Seu segundo álbum, Rebuilt, foi lançado em 22 de novembro no Canadá, alcançando o número cinco na parada de álbuns pop.
Em 26 de fevereiro de 2011, o grupo confirmou a saída de Sayers e Mejia através de suas contas do Facebook e Twitter. Foi afirmado que Cordova ainda fazia parte do grupo e estava muito a fim de continuar com o grupo no futuro. Depois da partida das garotas, "Hate Love" foi lançado como o quarto single da Rebuilt. A canção estreou no Canadian Hot 100 no número 97 na semana de 2 de abril de 2011. Na semana de 30 de abril de 2011, a música atingiu o seu pico no número 59 e também alcançou o número 19 no Top 40 canadense. Em 17 de junho de 2011, Cordova se apresentou ao lado de Carmen Electra no Burlesque Revue Tour Pussycat Dolls. Em outubro de 2011, Cordova anunciou e confirmou o hiato da banda e também sugeriu a entrada de novas integrantes. Em maio de 2012, a página de perfil do grupo no site da Universal Music Canada havia sido removida, consequentemente implicando que elas haviam sido excluídas do catálogo da gravadora. No entanto, a página de perfil do grupo no site da Universal Music ainda está ativa, significando que eles ainda estavam na Universal, mas não no Canadá.

## Integrantes

### Chrystina Sayers

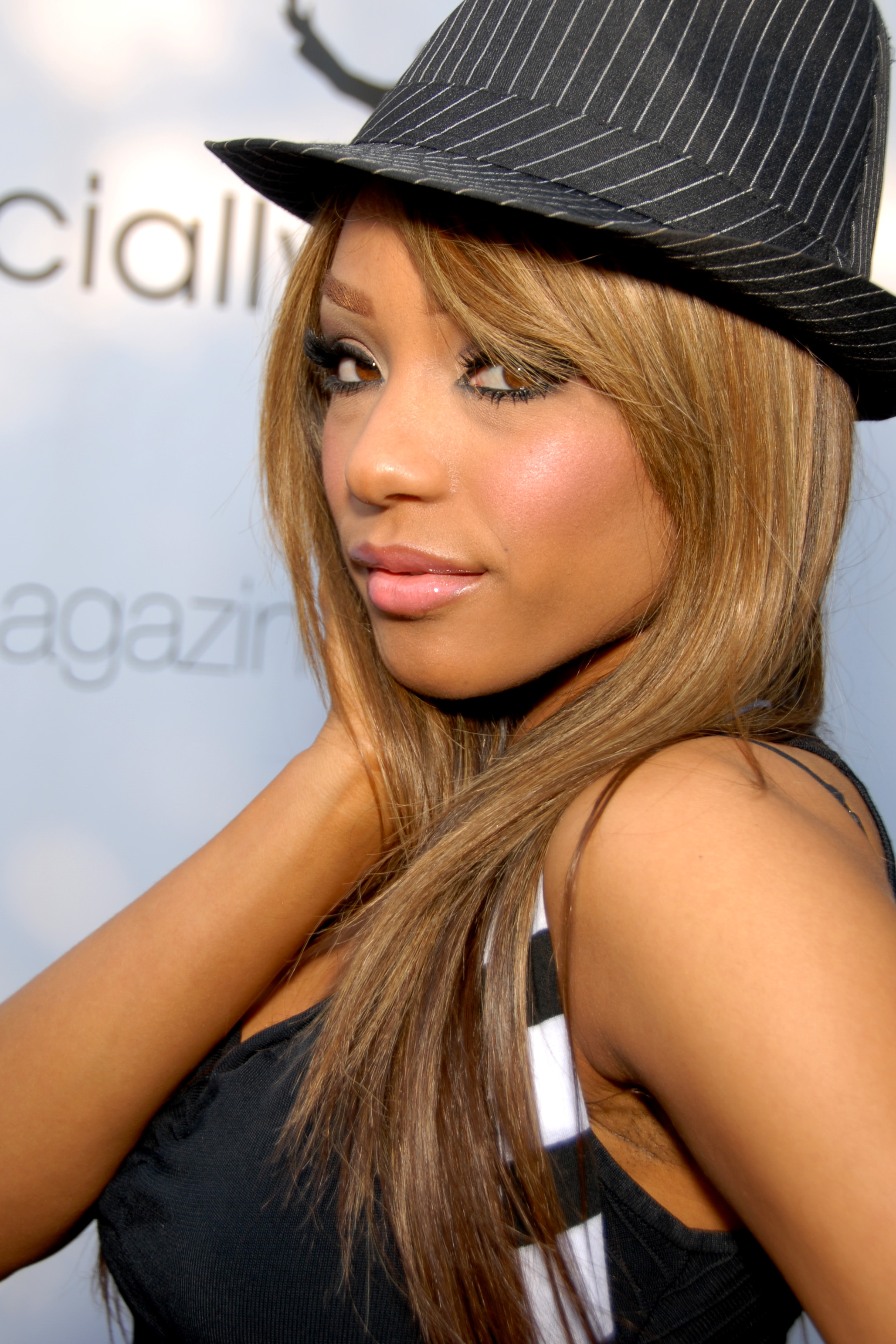
Sayers deixou o grupo com a colega Mejia em 2011.

Chrystina Lauren Sakamoto Sayers (nascida em 14 de agosto de 1989) é de San Diego, Califórnia. Ela é descendente de jamaicanos, irlandeses, afro-americanos, japoneses e nativos americanos. Ela foi encorajada a fazer um teste para o show de Lamount Pete, uma diretora de elenco que tinha ouvido algumas de suas canções em um estúdio de gravação. Depois de ganhar seu lugar no grupo, ela se juntou a outros membros para formar o Girlicious.
Chrystina anunciou sua saída no início de fevereiro de 2011, depois dizendo à VIBE Vixen em setembro de 2012 que sua razão era porque ela achava que Girlicious "tinha acabado quando Natalie teve sua acusação de cocaína. Eu realmente pensei que ela iria para a cadeia. Eu queria ser afiliado com alguém assim. Então tudo começou a melhorar quando estávamos trabalhando em nosso segundo álbum, mas então um dos comportamentos da garota começou a ficar errático. Eu tive que questionar se isso iria continuar porque estava saindo de controle."
Em 29 de janeiro de 2012, foi revelado que Sayers estava cotada para se juntar à nova formação das Pussycat Dolls. No entanto, em 13 de abril de 2012, foi anunciado que Sayers não fazia mais parte do projeto. Ela lançou seu primeiro single solo, "Alive", em 28 de setembro de 2012. Seu EP "LEO" foi lançado em 8 de setembro de 2016 no iTunes, Spotify, Apple Music, etc. Em 18 de janeiro Em 2018, ela lançou um trecho de uma música chamada 'Whoa' que será apresentada em um próximo lançamento.

### Nichole Cordova

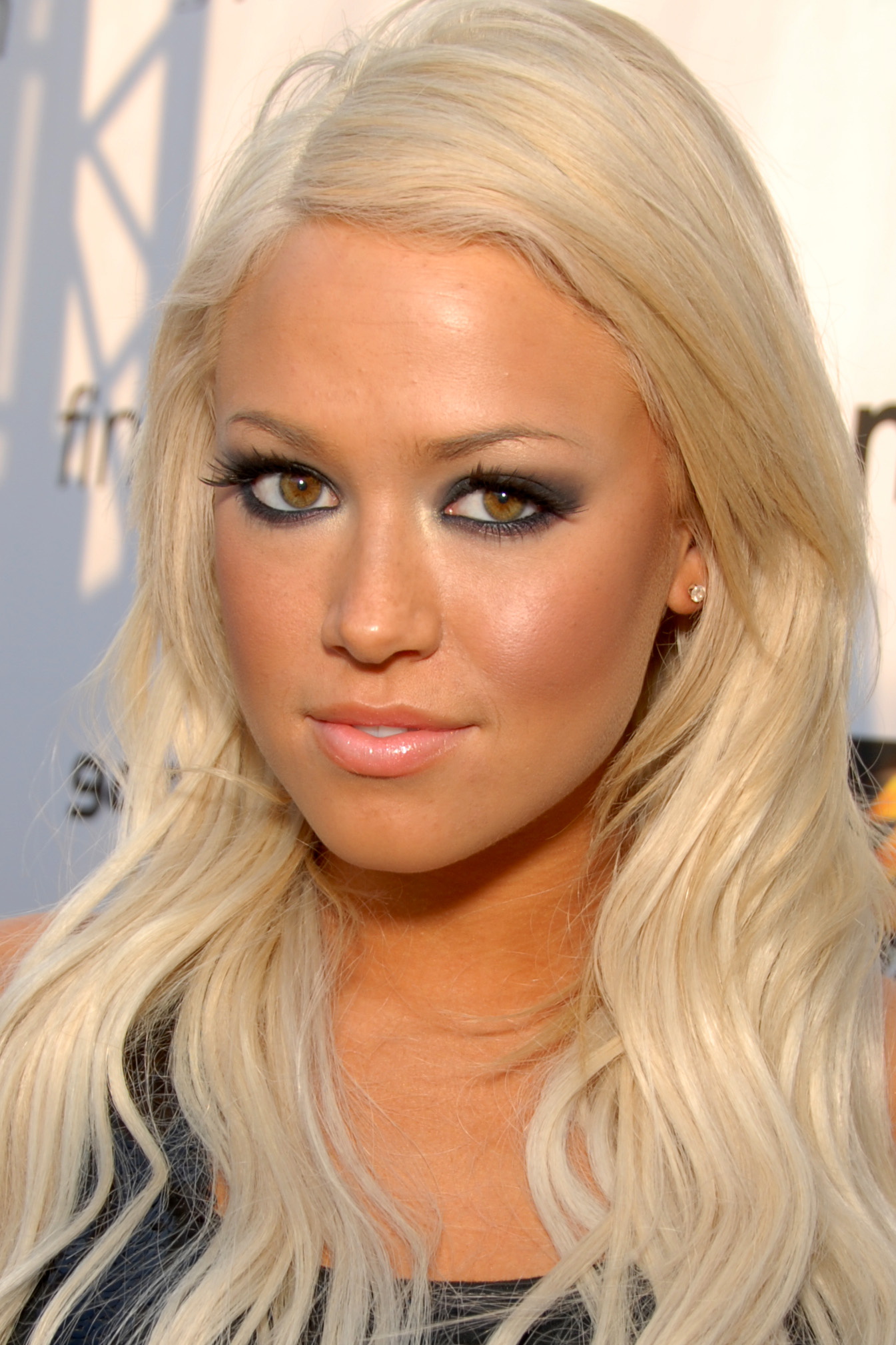
Nichole Cordova em 2009.

Nichole Marie Cordova (nascida em 17 de agosto de 1988) é de Houston, Texas, onde ela canta desde os quatro anos de idade. Ela teve a chance de começar a gravar sua primeira demo aos 14 anos de idade. Em 2007, Nichole gravou mais de 50 músicas na esperança de lançar seu próprio álbum. Além de cantar, ela também é bailarina e professora há mais de dez anos. Cordova cita Jill Scott, Beyoncé e Christina Aguilera como influências musicais.
Nichole Cordova realizou sua primeira performance solo com a versão de "Something He Can Feel" do En Vogue de no final da temporada de Pussycat Dolls Present: Girlicious, onde ela se tornou o primeiro membro de Girlicious, Ela recebeu elogios dos juízes por sua performance de "Something He Can Feel" com eles descrevendo-a como "inesperada" e sólida. Cordova conseguiu o papel feminino principal no filme de terror Bleed Out como Taylor. Em 17 de junho de 2011, Cordova se apresentou ao lado de Carmen Electra no Pussycat Dolls.Tour Burleque Revue. Nichole ficou noiva de seu namorado depois de 5 anos de namoro em 21 de outubro de 2016 na Itália.

### Tiffanie Anderson

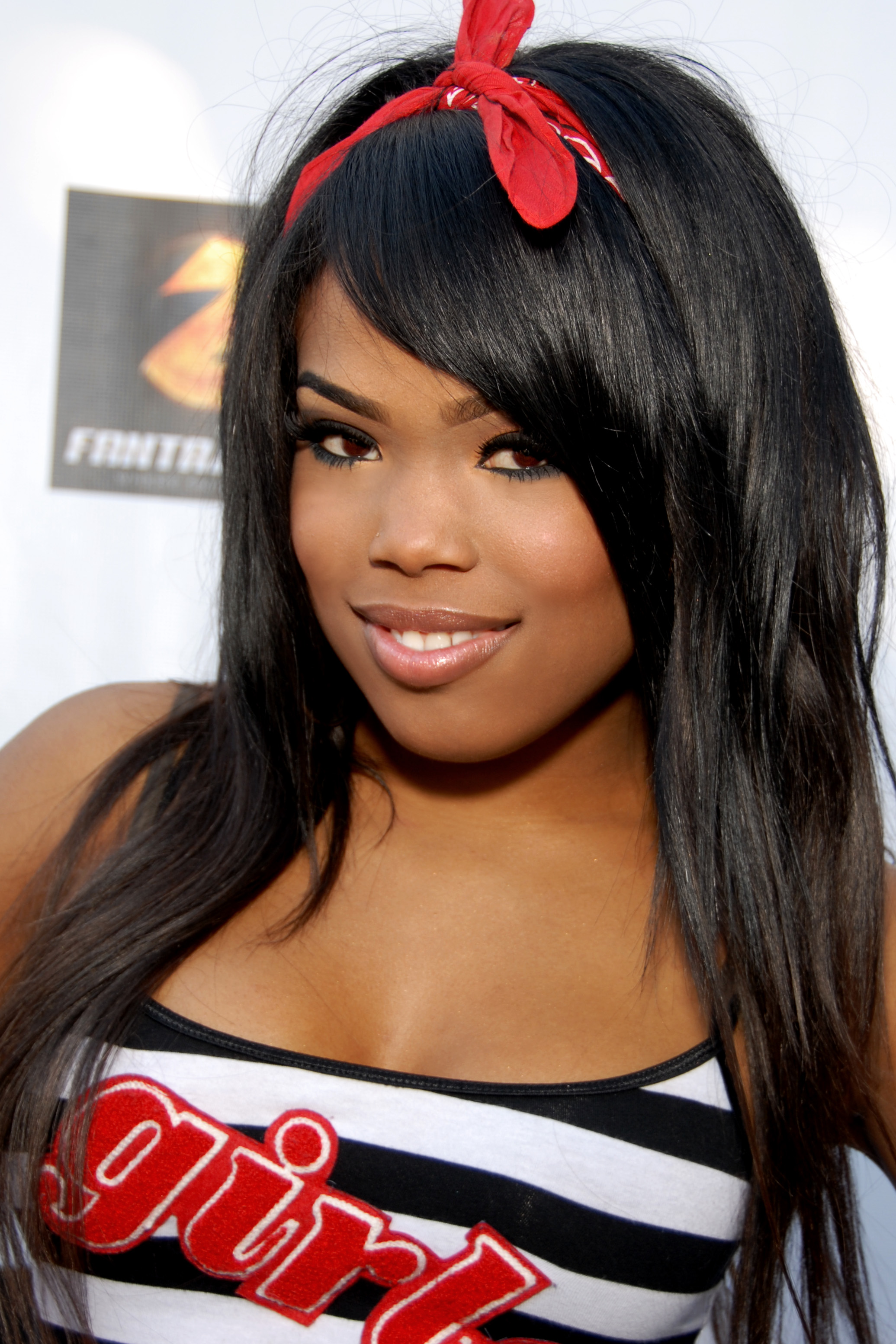
Anderson era um membro de 2008-2009 antes de ser eliminada pelo novo selo do grupo.

Tiffanie Adair Anderson (nascida em 15 de agosto de 1988) é de Los Angeles, Califórnia é uma cantora e dançarina. Durante seu tempo no reality show, ela e Cordova foram os dois únicos competidores que nunca chegaram aos dois últimos. Durante o final, Robin Antin convocou Anderson para se tornar membro do grupo de Girlicious, juntamente com Nichole Cordova, Natalie Mejia e Chrystina Sayers. Em 11 de junho de 2009, através de um vídeo no YouTube, Anderson revelou que ela não era mais um membro do Girlicious. No vídeo, Anderson citou mudanças com sua nova gravadora e sonoridade. Tiffanie agora se dedica a pintura.

### Natalie Mejia

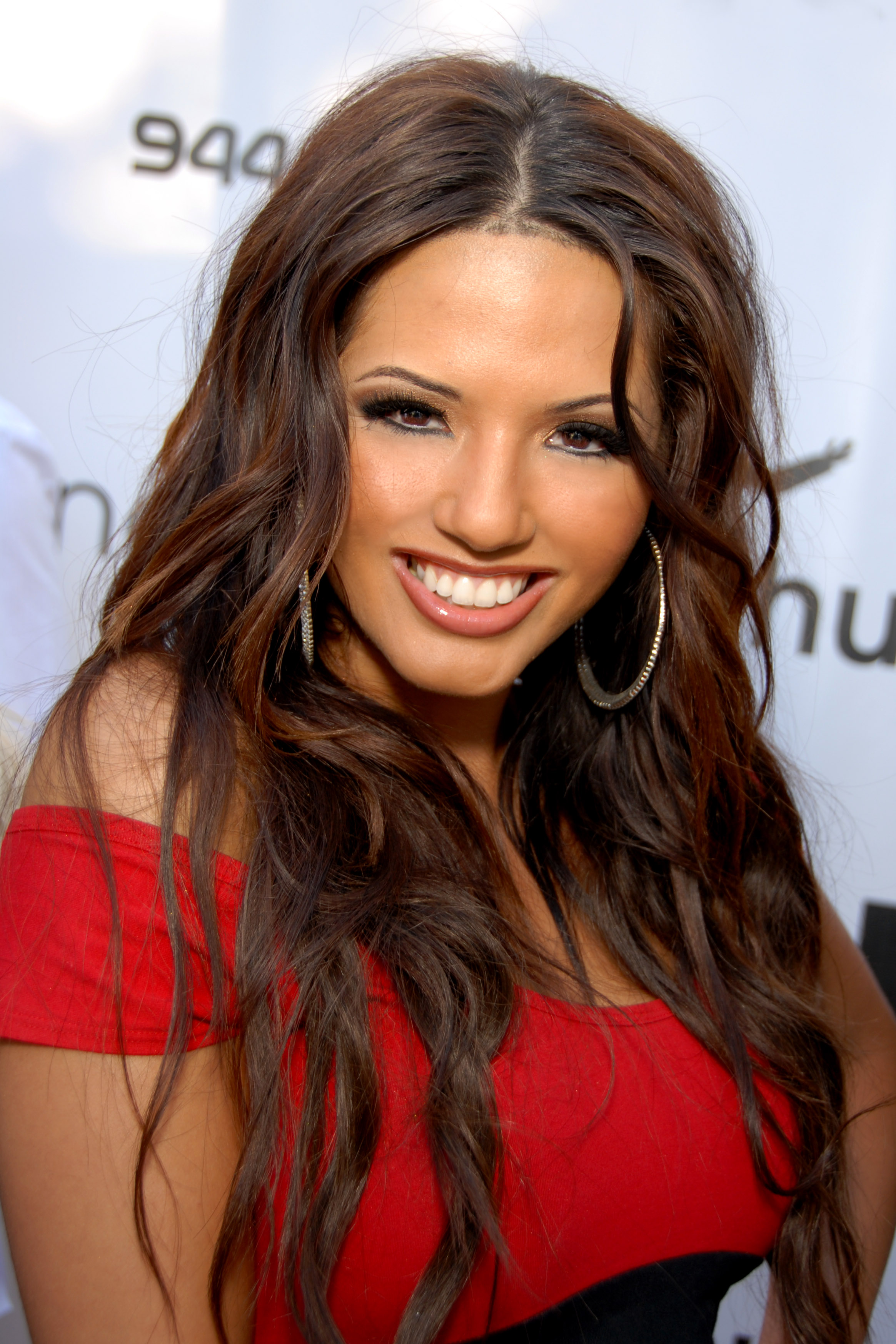
Mejia deixou o grupo com o colega Sayers em 2011.

Natalie Nicole Mejia (nascido em 7 de maio de 1988) é de Diamond Bar, Califórnia. Ela nasceu em West Covina, Califórnia. Mejia é descendente de mexicanos e cubanos. Seus ídolos musicais são Janet Jackson e Jennifer Lopez. Ela frequentou o Diamond Ranch High Schoole se formou na turma de 2006. Estudou dança desde os nove anos de idade no Millennium Dance Complex. Ela ganhou sua posição no grupo no final da temporada, juntamente com Tiffanie Anderson, Chrystina Sayers e Nichole Cordova. Antes de Girlicious, ela era membro de dois grupos musicais: Cherri, da qual ela foi membro de 2001 até 2003 e depois Breathe, que se formou em 2005 e se separou em 2007. Breathe foi um artistas de abertura para Sean Paul. Depois de dois álbuns com o grupo, ela anunciou sua saída junto com Sayers em fevereiro de 2011. Depois de deixar a banda, ela deveria se juntar a um novo grupo, mas o projeto caiu quando Randy Jackson decidiu se concentrar no American Idol e no novo álbum de Mariah Carey.
Em julho de 2012, Mejia havia sido confirmada como uma das cinco novas Pussycat Dolls. Acredita-se que ela foi escolhida para substituir Chrystina. No entanto, em novembro de 2012, foi revelado que Mejia não fazia mais parte do grupo e foi substituída por Emmalyn Estrada.
Em junho de 2012 ela se casou com seu namorado, Johnny Roberts. Em 1 de dezembro de 2012, Mejia revelou que ela estava esperando seu primeiro filho e devido a sua situação, ela fez uma escolha para não continuar como parte das Pussycat Dolls. Em 11 de maio de 2013, Mejia deu à luz uma filha, Calista Estrella. Mejia e Roberts se separaram em 2014 por motivo desconhecido.
Em 2014, Mejia anunciou a formação de um novo grupo com suas irmãs, Jazzy e Taylor, chamado The Mejia Sisters. Seu single de estreia "Stray" foi lançado em 18 de agosto de 2014. A banda se separou e Natalie continuou na carreira solo. Mejia lançou seu primeiro EP solo "LOVE" (um acrônimo para Living On Vibrational Energy) em 7 de julho de 2016 no iTunes em todo o mundo com o seguinte single "Clumsy".
Em 25 de maio de 2016, ela anunciou que ficou noiva de seu namorado, Joel Cruz, do Jamaicano Sea. Eles se casaram em 8 de janeiro de 2017 e em março anunciaram que estão esperando um filho no outono. Ela deu à luz em 12 de outubro de 2017 para um filho, Joel Zion.

## Discografia
- Girlicious (2008)
- Rebuilt (2010)

## Prêmios e Indicações
| Ano  | Prêmio                | Categoria                                             | Resultado |
| ---- | --------------------- | ----------------------------------------------------- | --------- |
| 2008 | Teen Choice Award     | Breakout Group                                        | Indicado  |
| 2009 | MuchMusic Video Award | Most Watched Music Video on MuchMusic.com ("Like Me") | Venceu    |